# 산조 지진

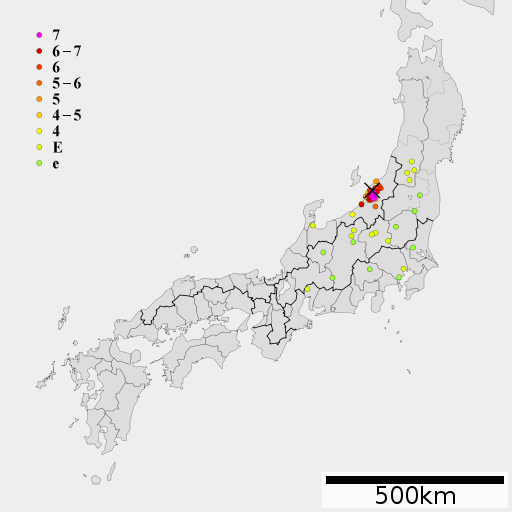
진도 분포

산조 지진(일본어: 三条地震)은 1828년 12월 18일에 현재의 니가타현 산조시 부근에서 발생한 지진이다. 지진 규모는 M6.9. 산조 지역이 진도7급이었던 것으로 추정된다. 이 지진으로 1000명 이상이 사망했다.

## 참고 문헌
- 国立天文台 『理科年表 令和3年』 丸善 P.787 ISBN 978-4-621-30560-7